# Modicogryllus nandi
Modicogryllus nandi är en insektsart som beskrevs av Otte, D. och Cowper 2007. Modicogryllus nandi ingår i släktet Modicogryllus och familjen syrsor. Inga underarter finns listade i Catalogue of Life.